# خورخه آنایا
دریاسالار خورخه آیزاک آنایا (زاده ۲۷ سپتامبر ۱۹۲۶ – درگذشته ۹ ژانویه ۲۰۰۸) دریاسالار و فرمانده کل نیروی دریایی آرژانتین بود . او در باییا بلانکا در استان بوئنوس آیرس به دنیا آمد. او در دیکتاتوری نظامی دست راستی موسوم به فرآیند سازماندهی مجدد ملی (۱۹۸۳-۱۹۷۶) شرکت کرد و همراه با لئوپولدو فورتوناتو گالتیری و باسیلیو لامی دوزو ، یکی از اعضای سومین نظامی بود که بین سال‌های ۱۹۸۲ تا ۱۹۸۱ بر آرژانتین حکومت کرد. او معمار اصلی و حامی راه حل نظامی برای ادعای دیرینه بر جزایر فالکلند بود که به جنگ فالکلند انجامید ( اسپانیایی: Guerra de las Malvinas‎). 

## حرفه
در سال ۱۹۵۵، ستوان آنایا در کودتا علیه رئیس جمهور خوان دومینگو پرون شرکت کرد. او به شکنجه مخالفان و سربازان معروف بود و در سال ۱۹۶۲  توسط سیا برای یک برنامه مخفی ضد کمونیستی استخدام شد.
او بعداً به عنوان وابسته نیروی دریایی آرژانتین در لندن، بریتانیا بین سال‌های ۱۹۶۷ و ۱۹۶۴ خدمت کرد. او بین سال‌های ۱۹۷۰ تا ۱۹۶۷ یک ناوچه ضد زیردریایی، بین سال‌های ۱۹۷۲ تا ۱۹۷۰ یک اسکادران اسکورت ناوشکن و بین سال‌های ۱۹۷۴ تا ۱۹۷۲ یک اسکادران ناوچه موشک‌های هدایت شونده را فرماندهی کرد. او بین سال‌های ۱۹۷۶ و ۱۹۷۴ رئیس پلیس نیروی دریایی و اطلاعات نیروی دریایی بود 
در دسامبر ۱۹۸۱، تغییری در دیکتاتوری رخ داد و حکومت نظامی جدیدی به رهبری ژنرال لئوپولدو گالتیری به قدرت رسید. سپس آنایا، به عنوان فرمانده کل نیروی دریایی، به معاون دریاسالار خوان لومباردو دستور داد تا طرحی برای تصرف جزایر فالکلند ایجاد کند که هر دو به رئیس جمهور موقت ارائه کردند. 
در طول جنگ ۱۹۸۲ او عملیاتی را طراحی و فرماندهی کرد، که در آن کماندوهای آرژانتینی باید یک کشتی جنگی نیروی دریایی سلطنتی در جبل الطارق را یورش میبردند و آن را از کار می انداختند. این طرح در آخرین لحظه با رهگیری ارتباطات خنثی شد. 
در محاکمه حکومت نظامیان در سال ۱۹۸۵ او از اتهامات آدم ربایی، شکنجه، بردگی، کتمان حقیقت، غصب قدرت و اعلامیه های دروغ تبرئه شد. 
در سال ۱۹۹۷، قاضی اسپانیایی بالتاسار گارزون درخواست دستگیری و استرداد ۴۵ نفر از اعضای ارتش آرژانتین و یک غیرنظامی را به دلیل جنایات نسل کشی ، تروریسم دولتی و شکنجه انجام شده در دوره " جنگ کثیف " رژیم بالفعل ، از جمله آنیا.  این درخواست در چندین نوبت توسط دولت منتخب آرژانتین که به صورت دموکراتیک انتخاب شده بود رد شد و استدلال کرد که این درخواست به دلیل صلاحیت غیرقابل اجرا غیرقابل قبول است.
در ۲۷ ژوئیه ۲۰۰۳، رئیس جمهور آرژانتین نستور کرشنر ، معیارهایی را که بر اساس آن استردادها رد شده بود، اصلاح کرد و دستور داد که مراحل قانونی درخواست شده توسط دادگاه های اسپانیا ادامه یابد و در نتیجه امکان ادامه استردادها فراهم شود. 
در اوت ۲۰۰۳، خوزه ماریا اسنار نخست وزیر اسپانیا ، دستور توقف روند استرداد جنایاتی که در آرژانتین تحت رژیم بالفعل مرتکب شده بودند، داد. این تصمیم بعداً توسط دادگاه عالی در سال ۲۰۰۵ لغو شد،  که دستور داد استردادهای درخواستی گارزون ادامه یابد. در نوامبر ۲۰۰۶، در حالی که در انتظار بازجویی توسط قاضی بازپرسی بود، آنایا دچار حمله قلبی شد و به سرعت به بیمارستان نیروی دریایی منتقل شد. او پس از ترخیص از بیمارستان در حصر خانگی باقی ماند، اما هرگز برای محاکمه مناسب تشخیص داده نشد.
او در ۹ ژانویه ۲۰۰۸ به اتهام نقض حقوق بشر در حبس خانگی درگذشت. 